# José Luis González China
José Luis González China (nacido el 3 de junio de 1966 en la Ciudad de México) es un exfutbolista y actual entrenador mexicano. Fue entrenador interino de los ya extintos Tiburones Rojos de Veracruz de la Liga MX.
Actualmente dirige al club Córdoba fc que milita en la tercera división profesional

## Carrera de futbolista
González China hizo su debut en la Primera División de México el 8 de febrero de 1986 para el Deportivo Neza, con una victoria de 5-1 sobre Club León.
Se retiró el día 8 de mayo de 2005, jugando para el Atlante, con una derrota de 2-1 frente a Morelia.

## Clubes
| Club                        | País   | Año         | PJ  | Goles |
| --------------------------- | ------ | ----------- | --- | ----- |
| Coyotes Neza                | México | 1986 - 1988 | 16  | 2     |
| Club de Fútbol Atlante      | México | 1988 - 1990 | 70  | 3     |
| Club León                   | México | 1990 - 1991 | 31  | 5     |
| Tiburones Rojos de Veracruz | México | 1991 - 1997 | 207 | 17    |
| Club León                   | México | 1997 - 1998 | 13  | 1     |
| Atlas de Guadalajara        | México | 1999        | 13  | 1     |
| Club León                   | México | 1999 - 2000 | 11  | 0     |
| Club de Fútbol Atlante      | México | 2000 - 2005 | 93  | 3     |